# Бани-Сухайла
Бани-Сухайла или Бани-Сухейла (араб. بني سهيلا‎) — город в секторе Газа, в провинции Хан-Юнис.

## История
История этого города начинается с ханаанских, филистимлянских и римских времен. До 1948 года в этом городе было множество постоялых дворов для путешественников.
Торговый путь через сектор Газа в Египет принёс этому городу большу́ю экономическую выгоду. В предыдущие столетия отсутствие границ позволяло беспрепятственно общаться и путешествовать, а также смешивать влияния и стили, особенно среди бедуинских племён. Этот город процветал благодаря этим племенам, которые стали активными в региональной торговле на путях, соединяющих Египет, Левант и Аравию. Многие семьи почувствовали рост благосостояния из-за развития региональной торговли и стали крупными землевладельцами. Во время османского правления клан Аль-Карра стал крупнейшей землевладельческой семьёй на юге Газы благодаря своим обширным торговым сетям.
Как записано в 1886 году, Бани-Сухайла представляла собой большую деревню, состоящую из 120 хижин, частично построенных из камня, самана и окруженных садами с арбузами, инжиром, пальмами, джуммесом, абрикосами и бобовыми. Недалеко от города, в Шейх-Юсуфе, было найдено несколько древних останков, в том числе небольшие витые мраморные колонны и строительные камни.

### Британский мандат в Палестине
По данным переписи населения Палестины 1922 года, проведённой властями Британской Империи, в Бани-Сухайле проживало 1043 жителя. Спустя 10 лет, население увеличилось до 2063 человек, проживающих в 406 домах.
В конце периода мандата, по статистике 1945 года, в городе проживало 3220 мусульман с 11 128 дунамами земли. Из них 54 дунама предназначались для плантаций и орошаемых земель, 10 639 — для зерновых, а 97 дунамов были застроенными землями.

### Палестино-израильский конфликт
Ночью 31 августа 1955 года израильские вооружённые силы атаковали Бани-Сухайлу. 5 апреля 1956 года израильская артиллерия обстреляла город.
По данным Центрального статистического бюро Палестины, в середине 2006 года население города выросло до 32 800 человек. С декабря 2023 года город находится под контролем ЦАХАЛ.